# کوه میوا
کوه میوا، کوه میمورا (به ژاپنی: 三輪山, Miwa-yama) کوهی است که در ساکورای، نارا در استان نارا در ژاپن واقع شده است. 